# Gavin Wilkinson
Gavin Wilkinson (* 5. November 1973 in Auckland) ist ein ehemaliger neuseeländischer Fußballspieler und seit Januar 2010 technischer Direktor des US-amerikanischen Erstligisten Portland Timbers, deren Interimstrainer er 2012 auch kurzfristig war.

## Karriere
Wilkinson spielte zu Beginn seiner Laufbahn unter anderem von 1992 bis 1996 für Waitakere City und wechselte daraufhin 1996 zu Perth Glory nach Australien, wo er bis 1999 68 Mal spielte und dabei vier Tore erzielte. Anschließend wechselte er für ein Jahr nach Hongkong zu Instant-Dict, 2000 ging er nach Singapur zu Geylang United. Im Sommer 2001 unterschrieb Wilkinson einen Vertrag beim irischen Verein Kilkenny City, 2002 wechselte er in die USA zu den Portland Timbers in die USL First Division und spielte dort fünf Jahre lang, wobei er 124 Spiele absolvierte und dabei vier Tore schoss.
Mit der neuseeländischen Nationalmannschaft gewann Wilkinson 1998 den OFC-Nationen-Pokal im Finale gegen Australien. Außerdem nahm er mit Neuseeland am Konföderationen-Pokal 2003 teil. Insgesamt spielte er 38-mal für sein Land und schoss dabei ein Tor.
Am 26. September 2006 übernahm Wilkinson ab dem Spieljahr 2007 das Traineramt bei den Portland Timbers, bei denen er zuvor bereits zwischen 2005 und 2006 als Co-Trainer agierte. In weiterer Folge war er bis zur Auflösung des Franchises im Jahre 2010 als Cheftrainer engagiert und wechselte daraufhin Anfang des Jahres 2010 in den Stab des neuen Major-League-Soccer-Franchises Portland Timbers, bei denen er seitdem als technischer Direktor eingestellt ist. Im Jahre 2012 übernahm er kurzzeitig auch das Traineramt des nordamerikanischen Erstligisten.

## Erfolge
- OFC-Nationen-Pokal:
  - 1998
- Perth Glorys Spieler des Jahres:
  - 1997